# Liste des dolmens aux Pays-Bas
La liste des dolmens aux Pays-Bas recense les dolmens (ou hunebeds) des Pays-Bas. La plupart d'entre eux se trouvent dans la province de Drenthe, dans le Nord-Est du Pays. Les dolmens sont des structures mégalithiques préhistoriques que l'on trouve principalement dans toute l'Europe atlantique, de la Scandinavie au Portugal.

## Présentation
Les dolmens des Pays-Bas se trouvaient autrefois dans les provinces de Drenthe, Groningue et Overijssel. Aujourd'hui, 53 d'entre eux sont toujours à leur emplacement d'origine : 52 en Drenthe et un seul en Groningue. Un deuxième dolmen de Groningue, découvert en 1982 dans le wierde Heveskesklooster près de Delfzijl, a été démonté et reconstruit dans le Musée aquarium de Delfzijl (nl).
En 2017, tous les dolmens des Pays-Bas ont été inclus dans un atlas 3D librement accessible au public grâce à la photogrammétrie. Les données ont été obtenues à partir d'une collaboration entre la province de Drenthe et l'université de Groningue, subventionnée par la fondation Gratama.
Il existe un doute sur l'exhaustivité de la liste des dolmens. En effet le Hondsrug "plonge" sous terre près de la province de Groningue. Par exemple, il n'est pas exclu que des vestiges de dolmens soient présents dans le sol des hauteurs de Winsum.

## Historique
En 1819 Johann Friedrich Heinrich Arends a visité la Drenthe. Il a décrit son parcours dans le Kunst- und Wissenschaftsblatt du 1er mars 1822. Il a examiné les D13, D14 et cinq dolmens près de Valthe.
En Angleterre, dans les années 1870, des inquiétudes ont surgi au sujet de la manière dont les dolmens étaient restaurés aux Pays-Bas. Les membres de ces cercles craignaient particulièrement que les restaurations ne perdent l'image originale des monuments. Le directeur de la Society of Antiquaries, à Londres, a demandé que les archéologues William Collings Lukis et Sir Henry Dryden enregistrent avec précision l'état des dolmens à cette époque. Ils visitèrent la Drenthe en juillet 1878 et cartographièrent quarante dolmens sur le Hondsrug. Ils ont effectué des relevés et ont décrit les situations rencontrées, qu'ils ont également enregistrée dans une série d'aquarelles. Leur rapport final à la société n'est pas publié. Cependant leur matériel a été conservé à la Society of Antiquaries, au Guernsey Museum & Art Gallery et au Musée régional de Drenthe. L'Ashmolean Museum d'Oxford possède des copies de leur travail.
En 2015, l'archéologue drenthois Wijnand van der Sanden a publié leurs travaux. Il a fourni une introduction détaillée à ce corpus. Il a également décrit les développements concernant la recherche archéologique des dolmens après leurs recherches et jusqu'en 2015. Il a jugé que le travail de Lukis et Dryden était de haute qualité. En 2015, le Musée régional de Drenthe a organisé une exposition sur ce travail.

## Drenthe
| Numéro | Localisation           | Rijksmonument | Type de dolmen | Remarques | Longueur (m) | Largeur (m) | Photo |
| ------ | ---------------------- | ------------- | -------------- | --- | ------------ | ----------- | ----- |
| D1     | Steenbergen            | oui           | "portaalgraf"  | Appelé Stienbarge. A plusieurs reprises, des visiteurs ont jeté à bas la pierre de couverture du portail de ses pierres porteuses. En 1997, le hunebed a été endommagé par un incendie criminel. Les dégâts ont été réparés au mieux.                                                                            | 11,6         | 3,6         |       |
| D2     | Westervelde            | oui           | "portaalgraf"  | | 8            | 3           |       |
| D3     | Midlaren               | oui           |                | Appelé Hunenborg avec D4. | 10,7         | 4,4         |       |
| D4     | Midlaren               | oui           |                | Appelé Hunenborg avec D3. | 14,8         | 3,9         |       |
| D5     | Zeijen                 | oui           |                | | 7,4          | 2,5         |       |
| D6     | Tynaarlo               | oui           |                | Le hunebed est mentionné comme Duvels Kutte sur une carte datant d'environ 1570. Le dolmen n'a pas de portail. | 5,5          | 3,1         |       |
| D7     | Anloo                  | oui           | "portaalgraf"  | Appelé Holbergien. | 8,8          | 3,1         |       |
| D8     | Anloo                  | oui           | "portaalgraf"  | Endommagé par un incendie en 2015. | 7,9          | 4,4         |       |
| D9     | Annen                  | oui           | "portaalgraf"  | | 7            | 2,5         |       |
| D10    | Gasteren               | oui           |                | | 6,7          | 3,1         |       |
| D11    | Anloo                  | oui           |                | | 9,4          | 3,7         |       |
| D12    | Eext                   | oui           | "portaalgraf"  | | 6,8          | 2,8         |       |
| D13    | Eext                   | oui           | "trapgraf"     | Appelé Stemberg et trapgraf van Eext (ou tombe à gradin d'Eext). | 4,3          | 3,2         |       |
| D14    | Eext                   | oui           |                | Johann Friedrich Heinrich Arends a décrit ce monument. Il dit qu'il y a des petites dépressions qui ressemblent à des impressions de gros doigts. Son guide explique que ce sont les empreintes de géants, voir aussi les pétrosomatoglyphes (nl), les marques de coupe (ou d'anneaux) et les pierres à cupules. | 18           | 4,5         |       |
| D15    | Loon                   | oui           |                | | 9,6          | 3,6         |       |
| D16    | Balloo                 | oui           |                | En 1987, un archéologue danois a reconnu six cupules sur la pierre de couverture. | 15,6         | 3,9         |       |
| D17    | Rolde                  | oui           |                | Appelé Duvelskut. | 13,9         | 3,8         |       |
| D18    | Rolde                  | oui           |                | Appelé Duvelskut. | 12,6         | 3,5         |       |
| D19    | Drouwen                | oui           |                | | 15,5         | 3,5         |       |
| D20    | Drouwen                | oui           |                | | 11,3         | 3,4         |       |
| D21    | Bronneger              | oui           | "portaalgraf"  | | 7,7          | 2,9         |       |
| D22    | Bronneger              | oui           |                | | 4,5          | 3           |       |
| D23    | Bronneger              | oui           |                | | 6,0          | 2,7         |       |
| D24    | Bronneger              | oui           |                | | 6,7          | 2,4         |       |
| D25    | Bronneger              | oui           |                | | 7,5          | 3,6         |       |
| D26    | Drouwen                | oui           |                | | 12,0         | 3,8         |       |
| D27    | Borger                 | oui           |                | Le plus grand hunebed des Pays-Bas, à côté du Hunebedcentrum (nl). | 22,6         | 4,1         |       |
| D28    | entre Borger et Buinen | oui           |                | |              |             |       |
| D29    | entre Borger et Buinen | oui           |                | |              |             |       |
| D30    | Exloo                  | oui           |                | Dégradé avec de la peinture en 2005. | 7,3          | 3,4         |       |
| D31    | entre Exloo et Valthe  | oui           |                | | 7,0          | 3,3         |       |
| D32    | Odoorn                 | non           |                | Près de ce monument se trouvaient les D32a, D32b, D32c et D32d disparus. | 7,6          | 3,0         |       |
| D34    | Odoorn                 | non           | "portaalgraf"  | En face du tertre funéraire appelé Eppiesbargie. | 7,8          | 3,0         |       |
| D35    | Valthe                 | oui           |                | Cet hunebed n'a pas de portail d'entrée. | 8,5          | 3,2         |       |
| D36    | Valthe                 | non           | "portaalgraf"  | Appelé avec le D37, De Valther Tweeling (ou "Les Jumeaux Valther"). |              |             |       |
| D37    | Valthe                 | non           |                | Appelé avec le D37, De Valther Tweeling (ou "Les Jumeaux Valther"). | 11,4         | 3,7         |       |
| D38    | Emmen                  | oui           |                | D38, D39 et D40 sont sur le même site. | 8,0          | 3,0         |       |
| D39    | Emmen                  | oui           |                | D38, D39 et D40 sont sur le même site. | 4,4          | 2,5         |       |
| D40    | Emmen                  | oui           | portaalgraf    | D38, D39 en D40 liggen op hetzelfde terrein. | 4,9          | 3,6         |       |
| D41    | Emmen                  | oui           |                | Laatst ontdekte hunebed in Nederland (1809). | 5,9          | 2,8         |       |
| D42    | Emmen                  | oui           |                | Uniquement aux Pays-Bas avec trois portails. Situé sur le site Stien Camp ("champ de pierre"). | 16,8         | 4,5         |       |
| D43    | Emmen                  | oui           | "langgraf"     | Uniquement "langgraf" aux Pays-Bas. Appelé Bruyn Stien et De Grafkelders ("Les Tombes"). La couronne de pierre autour des deux chambres funéraires mesure 40,3 mètres sur 6,8 mètres. | n 4,6 z 8,1  | n 3,0 z 2,9 |       |
| D44    | Emmen                  | oui           |                | Uniquement aux Pays-Bas et sur un terrain privé. |              |             |       |
| D45    | Emmen                  | oui           | "ganggraf"     | Gravement endommagé par un incendie en 2011. Contes populaires sur les empreintes de sabots et de doigts et aussi de pouces d'un géant. | 18,5         | 4,5         |       |
| D46    | Emmen                  | oui           |                | | 9,5          | 3,6         |       |
| D47    | Emmen                  | oui           |                | | 6,9          | 2,0         |       |
| D49    | Schoonoord             | non           |                | Appelé Papeloze kerk ("Eglise sans pape"). En reconstruction, des pierres du D33 ont été utilisées. | 12,1         | 4,7         |       |
| D50    | Noord-Sleen            | oui           | "ganggraf"     | | 17           | 4,4         |       |
| D51    | Noord-Sleen            | oui           | "ganggraf"     | | 12,3         | 3,5         |       |
| D52    | Diever                 | oui           |                | A proximité se trouvait le D52a (appelé Pottiesbargien). | 14,5         | 4,8         |       |
| D53    | Havelte                | oui           |                | Démoli pendant la Seconde Guerre mondiale pour la construction d'une piste d'atterrissage, reconstruit ultérieurement. | 18,9         | 4,4         |       |
| D54    | Havelte                | oui           |                | En 1918, plus de découvertes ont été faites dans ce monument que dans tout autre hunebed aux Pays-Bas. | 12,7         | 3,3         |       |

## Groningue
| Numéro | Localisation     | Rijksmonument | Type de dolmen                         | Remarques                                        | Longueur (m) | Largeur (m) | Photo |
| ------ | ---------------- | ------------- | -------------------------------------- | ------------------------------------------------ | ------------ | ----------- | ----- |
| G1     | Noordlaren       | oui           |                                        | Appelé Steenberg, Steenbarg ou Stainbarg.        |              |             |       |
| G5     | Heveskesklooster | non           | dolmen rectangulaire ou dolmen allongé | Déplacé vers le Musée aquarium de Delfzijl (nl). |              |             |       |

## Frise
| Numéro  | Localisation | Rijksmonument | Type de dolmen     | Remarques | Longueur (m) | Largeur (m) | Photo |
| ------- | ------------ | ------------- | ------------------ | --- | ------------ | ----------- | ----- |
| F1 (nl) | Rijs         | non           | cercueil en pierre | Cette tombe a été initialement classée comme un hunebed, mais s'est avérée être un cercueil en pierre lors d'une enquête en 1996 (source : Il Fryske Gea (nl)). |              |             |       |

## Remarques
- Les numéros suivants sont absents de la liste ci-dessus : D33, D48, G2, G3, G4, O1 et O2.
  - Le D33 a été complètement démoli par l'archéologue Van Giffen pour la restauration du D49.
  - Le D48 a reçu un numéro de Van Giffen sans enquête préalable. Plus tard, le D48, également connue sous le nom de "pierre de Noordbarge", s'est avérée n'être rien de plus qu'une grosse pierre. Van Giffen soupçonnait qu'il s'agissait de la pierre de couverture d'un hunebed sous-jacent.
  - Les numéros O1 et O2 (Overijssel) et G2 à G4 (Groningue) ont été détruits il y a très longtemps. Leurs emplacements (vestiges du tumulus, gravillons de granit du pavement du sol) ont été trouvés. Incidemment, Van Giffen n'était pas cohérent, il n'a pas donné de numéro aux hunebedden disparus en Drenthe, mais sont indiqués par le numéro d'un hunebed voisin avec l'ajout d'une lettre (par exemple D42a).
  - O1 était autrefois situé en Drenthe, mais parce que les frontières provinciales ont été déplacées, il en est venu à se trouver en Overijssel. Il était encore intact au XVIIe siècle, mais presque complètement détruit au début du XIXe siècle. Ses débris ont été employés pour les infrastructures routières ou les digues[45].
- Les lettres précédant les chiffres se réfèrent aux provinces où se trouvent les monuments.